# Culicoides fernandoi
Culicoides fernandoi är en tvåvingeart som beskrevs av Tavares och Alves de Souza 1979. Culicoides fernandoi ingår i släktet Culicoides och familjen svidknott. Inga underarter finns listade i Catalogue of Life.